# Icona drama
Icona drama är en spindelart som beskrevs av Forster 1964. Icona drama ingår i släktet Icona och familjen klotspindlar. Inga underarter finns listade i Catalogue of Life.